# Eschborn–Frankfurt
O Grande Prêmio de Frankfurt (oficialmente: Rund um den Finanzplatz Eschborn-Frankfurt) é uma carreira ciclista de um dia alemã que se disputa na cidade de Francoforte do Meno e seus arredores, no feriado do dia 1 de maio.
Esta clássica foi criada em 1962 pelo director de uma marca de cerveja: Henninger. Por isso foi chamada oficialmente durante muitos anos Rund um den Henninger-Turm. Foi incluída no calendário do ciclismo da Copa do Mundo de 1995. Desde a criação dos Circuitos Continentais UCI em 2005 faz parte do UCI Europe Tour, dentro da categoria 1.hc (máxima categoria destes circuitos). Em 2008 foi chamada oficialmente Eschborn-Frankfurt City Loop passando a partir de 2009 ao nome oficial actual. Desde o ano 2017 faz parte do calendário ciclístico de máximo nível mundial, o UCI World Tour na categoria 1.uwT.
A saída e a meta estão situadas em Darmstädter Landstraße para perto de Henninger Tower, um enorme silo propriedade da cervejaria Henninger. A estrada da carreira percorre cotas de montanha sobre a cordilheira do Taunus ao oeste da cidade com um desnível de quase 1 500 metros. A carreira termina com 3 voltas de 4,5 quilómetros pelas ruas de Frankfurt am Main.

## Grande Prêmio de Frankfurt feminino
Desde 1985 disputou-se também o Grande Prêmio de Frankfurt feminino, com o mesmo nome oficial que a sua homónima masculina sem limitação de idade, de facto se disputam no mesmo dia.
As suas edições foram muito isoladas sempre se disputando como amadoras e sem corredoras de primeiro nível.
Teve uns 50 km em seu traçado, uns 150 km menos que a sua hómonima masculina sem limitação de idade ainda que com similares características.

## Grande Prêmio de Frankfurt sub-23
Desde 1998 disputa-se também o Rund um den Finanzplatz Eschborn-Frankfurt (U23) que é um Grande Prêmio de Frankfurt limitado a corredores sub-23, de facto se disputam no mesmo dia.
As suas primeiras edições foram amadoras até que, depois de não se disputar durante 3 anos, em 2008 ascendeu ao profissionalismo na categoria 1.2U (última categoria do profissionalismo limitada a corredores sub-23). Seu nome tem variado tomando o mesmo nome oficial que a sua homónima sem limitação de idade ainda que com a indicação da limitação de idade ao final de dito nome.
Tem entre 140 km e 170 km em seu traçado, entre 30 e 60 km menos que o seu hómonima sem limitação de idade ainda que com similares características.

## Palmarés

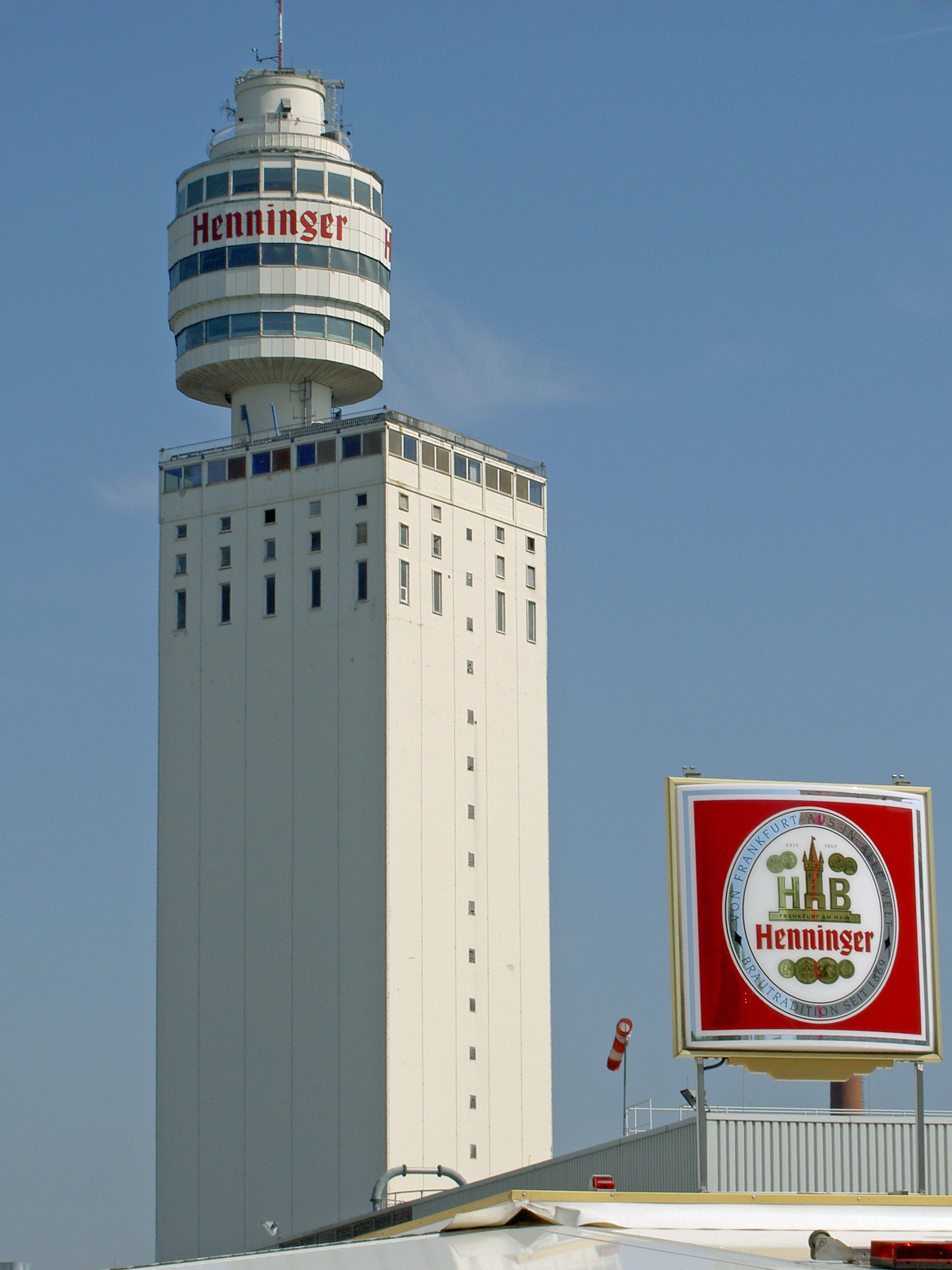
A Henninger Tower (Henninger-Turm) de Frankfurt em Main.

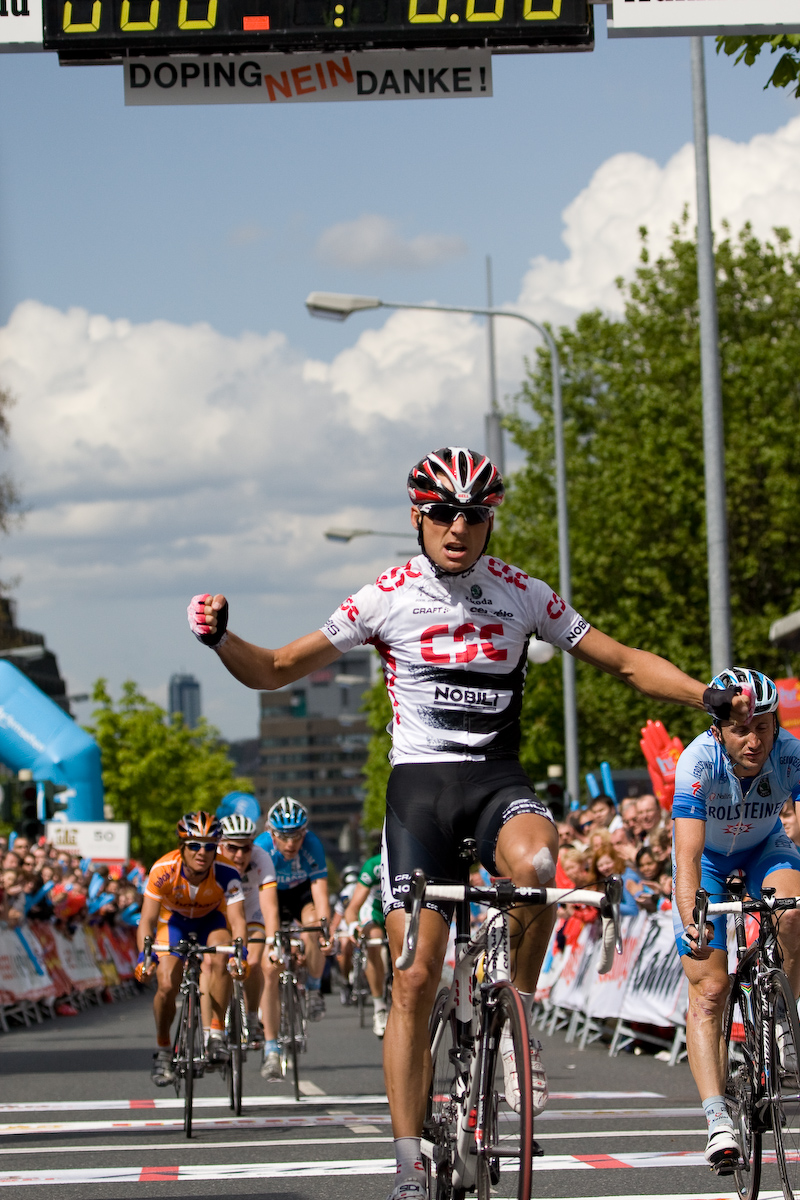
Karsten Kroon, ganhando em 2008.

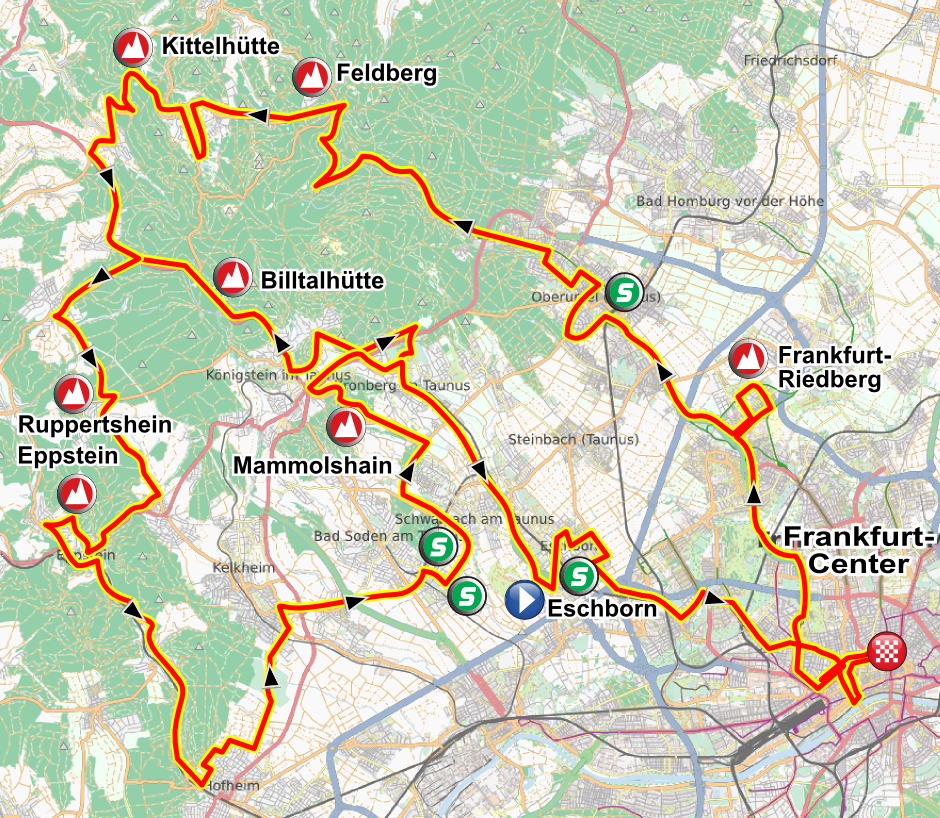
Percorrido da edição do 2011.

| Ano                                                         | Vencedor                 | Segundo                | Terceiro               |           |
| ----------------------------------------------------------- | ------------------------ | ---------------------- | ---------------------- | --------- |
| Rund um den Henninger-Turm                                  |                          |                        |                        |           |
| 1962                                                        | Armand Desmet            | Huub Zilverberg        | Rik Van Looy           |           |
| 1963                                                        | Hans Jünkermann          | Willi Altig            | Jean Stablinski        |           |
| 1964                                                        | Clément Roman            | François Mahé          | Yvo Molenaers          |           |
| 1965                                                        | Jean Stablinski          | Frans Verbeeck         | Georges Van Coningsloo |           |
| 1966                                                        | Barry Hoban              | Walter Godefroot       | Willy Planckaert       |           |
| 1967                                                        | Daniel Van Ryckeghem     | Willy Planckaert       | Georges Van Coningsloo |           |
| 1968                                                        | Eddy Beugels             | Valere Van Sweevelt    | Herman Van Springel    |           |
| 1969                                                        | Georges Pintens          | Michelle Dancelli      | Herman Van Springel    |           |
| 1970                                                        | Rudi Altig               | Joop Zoetemelk         | Ottavio Crepaldi       |           |
| 1971                                                        | Eddy Merckx              | Joseph Deschoenmaecker | Lucien Aimar           |           |
| 1972                                                        | Gilbert Bellone          | Eddy Merckx            | Noël Vantyghem         |           |
| 1973                                                        | Georges Pintens          | Jürgen Tschan          | Freddy Maertens        |           |
| 1974                                                        | Walter Godefroot         | Eddy Merckx            | Frans Verbeeck         |           |
| 1975                                                        | Roy Schuiten             | Frans Verbeeck         | Walter Godefroot       |           |
| 1976                                                        | Freddy Maertens          | Frans Verbeeck         | Roger De Vlaeminck     |           |
| 1977                                                        | Gerrie Knetemann         | Dietrich Thurau        | Frans Verbeeck         |           |
| 1978                                                        | Gregor Braun             | Rudy Pevenage          | Hennie Kuiper          |           |
| 1979                                                        | Daniel Willems           | Henk Lubberding        | Gregor Braun           |           |
| 1980                                                        | Gianbattista Baronchelli | Francesco Moser        | Alfons De Wolf         |           |
| 1981                                                        | Jos Jacobs               | Dietrich Thurau        | Daniel Willems         |           |
| 1982                                                        | Ludo Peeters             | Jostein Wilmann        | Sean Kelly             |           |
| 1983                                                        | Ludo Peeters             | Leo van Vliet          | Luc Colijn             |           |
| 1984                                                        | Phil Anderson            | Eric Vanderaerden      | Sean Kelly             |           |
| 1985                                                        | Phil Anderson            | Johan Lammerts         | Rolf Gölz              |           |
| 1986                                                        | Jean-Marie Wampers       | Steve Bauer            | Michael Wilson         |           |
| 1987                                                        | Dag Otto Lauritzen       | Peter Stevenhaagen     | Henk Lubberding        |           |
| 1988                                                        | Michel Dernies           | Rolf Sørensen          | Giovanni Mantovani     |           |
| 1989                                                        | Jean-Marie Wampers       | Martial Gayant         | Claudio Chiappucci     |           |
| 1990                                                        | Thomas Wegmüller         | Jan Wijnants           | Peter Winnen           |           |
| 1991                                                        | Johan Bruyneel           | Johan Museeuw          | Martin Earley          |           |
| 1992                                                        | Frank Van Den Abeele     | Claudio Chiappucci     | Frans Maassen          |           |
| 1993                                                        | Rolf Sørensen            | Maximilian Sciandri    | Eddy Bouwmans          |           |
| 1994                                                        | Olaf Ludwig              | Andreas Kappes         | Emmanuel Magnien       |           |
| 1995                                                        | Francesco Frattini       | Jens Heppner           | Massimo Podenzana      |           |
| 1996                                                        | Beat Zberg               | Jens Heppner           | Rolf Sørensen          |           |
| 1997                                                        | Michele Bartoli          | Bjarne Riis            | Mauro Gianetti         |           |
| 1998                                                        | Fabio Baldato            | Nicolaj Bo Larsen      | Stefano Garzelli       |           |
| 1999                                                        | Erik Zabel               | Léon van Bon           | Alberto Ongarato       |           |
| 2000                                                        | Kai Hundertmarck         | Matteo Tosatto         | Jens Heppner           |           |
| 2001                                                        | Markus Zberg             | Davide Rebellin        | Kurt Van De Wouwer     |           |
| 2002                                                        | Erik Zabel               | Jo Planckaert          | Sergei Ivanov          |           |
| 2003                                                        | Davide Rebellin          | Erik Zabel             | Igor Astarloa          |           |
| 2004                                                        | Karsten Kroon            | Danilo Hondo           | Johan Coenen           |           |
| 2005                                                        | Erik Zabel               | Alejandro Borrajo      | Markus Zberg           |           |
| 2006                                                        | Stefano Garzelli         | Gerald Ciolek          | Danilo Hondo           |           |
| 2007                                                        | Patrik Sinkewitz         | Kurt Asle Arvesen      | Dario Cataldo          |           |
| Eschborn-Frankfurt City Loop                                |                          |                        |                        |           |
| 2008                                                        | Karsten Kroon            | Davide Rebellin        | Mauricio Ardila        |           |
| Rund um den Finanzplatz Eschborn-Frankfurt                  |                          |                        |                        |           |
| 2009                                                        | Fabian Wegmann           | Karsten Kroon          | Christian Knees        |           |
| 2010                                                        | Fabian Wegmann           | Geert Verheyen         | Bert Scheirlinckx      |           |
| 2011                                                        | John Degenkolb           | Jérôme Baugnies        | Michael Matthews       |           |
| 2012                                                        | Moreno Moser             | Dominik Nerz           | Serguei Firsanov       |           |
| 2013                                                        | Simon Špilak             | Moreno Moser           | André Greipel          |           |
| 2014                                                        | Alexander Kristoff       | John Degenkolb         | Jérôme Baugnies        |           |
| 2015 edição anulada devido à ameaça de um ataque terrorista |                          |                        |                        |           |
| 2016                                                        | Alexander Kristoff       | Maximiliano Richeze    | Sam Bennett            |           |
| 2017                                                        | Alexander Kristoff       | Rick Zabel             | John Degenkolb         |           |
| 2018                                                        | Alexander Kristoff       | Michael Matthews       | Oliver Naesen          |           |
| 2019                                                        | Pascal Ackermann         | John Degenkolb         | Alexander Kristoff     |           |
| 2020                                                        | cancelado                | cancelado              | cancelado              | cancelado |
| 2021                                                        | Jasper Philipsen         | John Degenkolb         | Alexander Kristoff     |           |
| 2022                                                        | Sam Bennett              | Fernando Gaviria       | Alexander Kristoff     |           |
| 2023                                                        | Søren Kragh Andersen     | Patrick Konrad         | Alessandro Fedeli      |           |
| 2024                                                        | Maxim Van Gils           | Alex Aranburu          | Riley Sheehan          |           |

## Palmarés por países

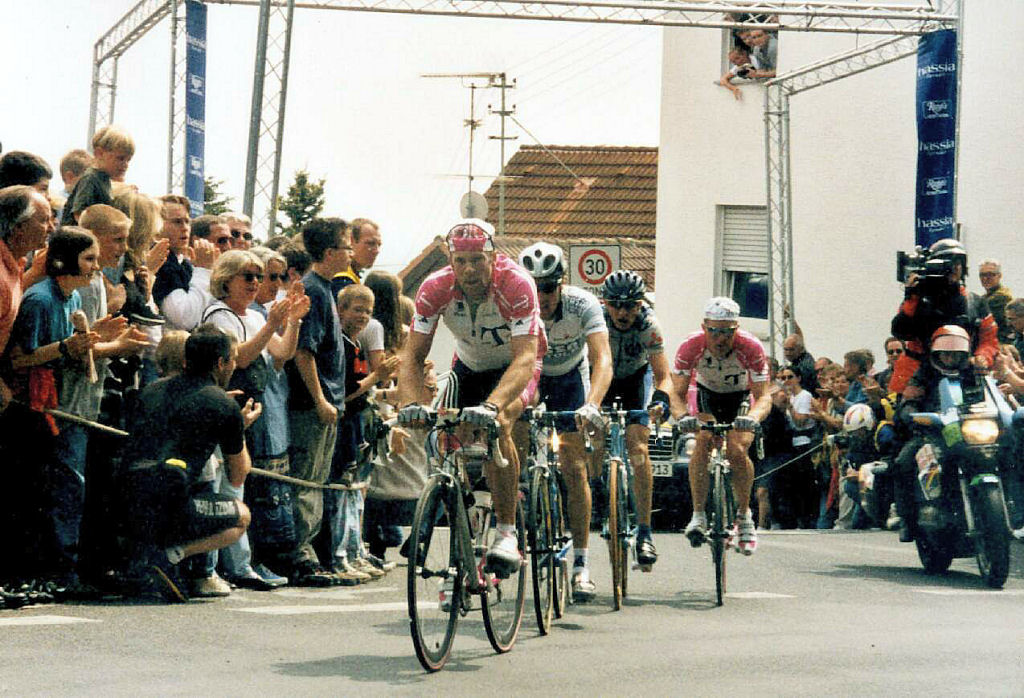
Kai Hundertmarck no Grande Prêmio de Frankfurt de 2000 o qual ganharia, seguido de Matteo Tosatto, Jörn Reuß e Jens Heppner.

Atualizado após edição de 2023
| País          | Vitórias |
| ------------- | -------- |
| Bélgica       | 18       |
| Alemanha      | 13       |
| Itália        | 7        |
| Países Baixos | 5        |
| Noruega       | 5        |
| Suíça         | 3        |
| Austrália     | 2        |
| França        | 2        |
| Dinamarca     | 2        |
| Reino Unido   | 1        |
| Irlanda       | 1        |
| Eslovênia     | 1        |